# 著名
| ウィキペディアには「著名」という見出しの百科事典記事はありません（タイトルに「著名」を含むページの一覧/「著名」で始まるページの一覧）。 代わりにウィクショナリーのページ「著名」が役に立つかもしれません。 |